# Садуркі
Садуркі (пол. Sadurki) — село в Польщі, у гміні Наленчув Пулавського повіту Люблінського воєводства.
Населення — 878 осіб (2011).
У 1975-1998 роках село належало до Люблінського воєводства.

## Демографія
Демографічна структура станом на 31 березня 2011 року:
|          | Загалом | Допрацездатний вік | Працездатний вік | Постпрацездатний вік |
| -------- | ------- | ------------------ | ---------------- | -------------------- |
| Чоловіки | 414     | 71                 | 297              | 46                   |
| Жінки    | 464     | 84                 | 273              | 107                  |
| Разом    | 878     | 155                | 570              | 153                  |